# Villa rustica (Steindorf)
Die Villa rustica auf der Gemarkung von Hausen bei Hofhegnenberg, einem Gemeindeteil von Steindorf im schwäbischen Landkreis Aichach-Friedberg in Bayern, wurde in den 1940er und 1950er Jahren beim Kiesabbau entdeckt. Die Villa rustica der römischen Kaiserzeit liegt 450 Meter nördlich der Kirche St. Peter und Paul und ist ein geschütztes Bodendenkmal.
Beim Kiesabbau wurden römische Funde gefördert, darunter mehrere Fragmente von Tuffsteinsäulen.
Durch das Tiefpflügen wurde im Jahr 1993 der Denkmalsubstanz großer Schaden zugefügt, wie der aufgeworfene Ziegelschutt und herausgerissene Säulenbruchstücke von bis zu zwei Meter Länge zeigten.